# Валентин Кузин
Валентин Јегорович Кузин (рус. Валентин Егорович Кузин; Новосибирск, 23. септембар 1926 — Москва, 13. август 1994) био је совјетских хокејаш на леду и члан репрезентације Совјетског Савеза која је на свом дебитантском наступу на међународној сцени освојила историјску прву титулу светског првака на Светском првенству 1954. године у Стокхолму. Године 1954. додељено му је признање Заслужни мајстор спорта Совјетског Савеза, и чланство у хокејашкој кући славних Совјетског Савеза. Играо је на позицији левокрилног нападача.
Као дечак тренирао је фудбал у московском Динаму где га је приметио хокејашки тренер Аркадиј Чернишов на чију иницијативу је и почео да тренира хокеј на леду. Иако је напустио фудбал занимљиво је да је у првенству Совјетског Савеза 1950. одиграо једну утакмицу за Динамо.
На почетку играчке каријере наступао је у редовима нижеразредног Динама из родног Новосибирска (1948—1950), да би потом прешао у хокејашку секцију московског Динама где је остао наредних 11 година, све до 1961. када је и завршио играчку каријеру. Са Московљанима је освојио једну титулу првака државе (1954), те три трећа места (1951, 1959. и 1960), те две сребрне медаље у националном купу (1955. и 1956). У националном првенству одиграо је укупно 255 утакмица и постигао 156 голова.
За репрезентацију Совјетског Савеза одиграо је укупно 50 утакмица и постигао 27 голова. Са репрезентацијом је освојио две титуле светског првака (на првенствима 1954. и 1956) и једну сребрну медаљу (на првенству 1955), а на светским првенствима одиграо је укупмо 14 утакмица и постигао 6 голова. Освојио је и златну олимпијску медаљу на ЗОИ 1956. у италијанској Кортини д'Ампецо. На тим олимпијским играма одиграо је 7 утакмица и постигао 3 гола и једну асистенцију. Последњи наступ у националном дресу остварио је у пријатељској утакмици са Источном Немачком у Ростоку 29. децембра 1956. године.